# Robert II. Flanderský
Robert II. Flanderský, známý též jako Robert Jeruzalémský (latinsky Robertus Hierosolimitanus, nizozemsky Robrecht II van Jeruzalem, francouzsky Robert le Hiérosolymitain, anglicky Robert the Jerusalemite; 1065? – 5. října 1111), byl hrabě flanderský (1093–1111) a jeden z vůdců první křížové výpravy.
Titul flanderského hraběte zdědil po smrti svého otce roku 1093. O dva roky později byl jedním z prvních a jedním z nejvýznamnějších velmožů, kteří se připojili ke křížové výpravě vyhlášené papežem Urbanem II. na závěr koncilu v Clermontu. Flanderský hrabě shromáždil vojsko a spolu s normandským vévodou Robertem a hrabětem Štěpánem z Blois vytáhl osvobodit Jeruzalém. Putovali společně do Itálie, kde se Robert oddělil a pokračoval rychleji do Konstantinopole. Zde se postupně sešla všechna křižácká vojska a Robert složil přísahu do rukou byzantského císaře Alexia, se kterým udržoval dobré vztahy už jeho otec Robert I.
Po dobytí Nikaie a vítězství u Dorylea dorazil Robert s ostatními křižáky k Antiochii, kterou několik měsíců obléhali a začátkem června 1098 za pomoci zrady jednoho z obránců dobyli. Jen pár týdnů poté se museli v bitvě střetnout s mnohonásobně silnějším vojskem mosulského vládce Körbughy, kterého porazili. Po sporech o vládu nad Antiochií, které způsobily několika měsíční zdržení, vytáhli křižáci k Jeruzalému, kam dorazili v červnu 1099. Už 15. července 1099 se podařilo křižákům Jeruzalém dobýt a naplnit tak cíl své výpravy „osvobození Božího hrobu“. Po vítězství nad egyptskou armádou v bitvě u Askalonu se Robert vydal na cestu domů.
Po návratu zpátky do Evropy se zapojil do bojů mezi francouzským králem Filipem a anglickým králem Jindřichem. Během nich, při tažení proti anglickému spojenci Theobaldu z Blois, Robert II. Flanderský v říjnu 1111 padl. Již během života byl Robert svými současníky oslavován jako vzor křesťanského rytíře pro svou poctivost a opravdovou touhu po osvobození Božího hrobu.

## Život

### Mládí a první roky vlády
Narodil se jako nejstarší syn flanderského hraběte Roberta I. a Gertrudy Saské. Robert I. po smrti svého staršího bratra v roce 1070 neuznal nástupnictví svého synovce Arnulfa III. a v únoru 1071 se s ním střetl v bitvě u Casselu. Přestože Arnulfovo vojsko bylo silnější (na jeho straně vystoupil francouzský král Filip I. a dostalo se mu podpory i z Anglie), Robertovi se podařilo v bitvě zvítězit. Arnulf v bitvě padl a nic nebránilo tomu, aby se Robert I. stal flanderským hrabětem. Když v letech 1087–1091 putoval Robert I. do Svaté země, byl po dobu jeho nepřítomnosti regentem hrabství jeho syn Robert II. Po náhlé smrti svého otce v roce 1093 se Robert II. stal flanderským hrabětem. Již dříve, kolem roku 1090, se oženil s Klementinou, dcerou hraběte Viléma Burgundského a sestrou pozdějšího papeže Kalixta II. Z manželství se narodili dva nebo tři synové a možná i dcera. Dospělosti se dožil pouze nejstarší syn Balduin.

### Křížová výprava

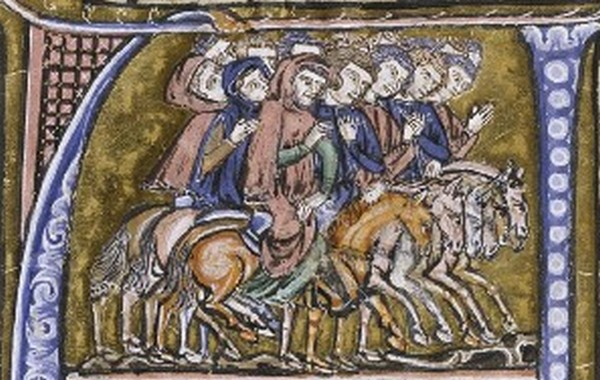
Odjezd na první křížovou výpravu (středověká iluminace)

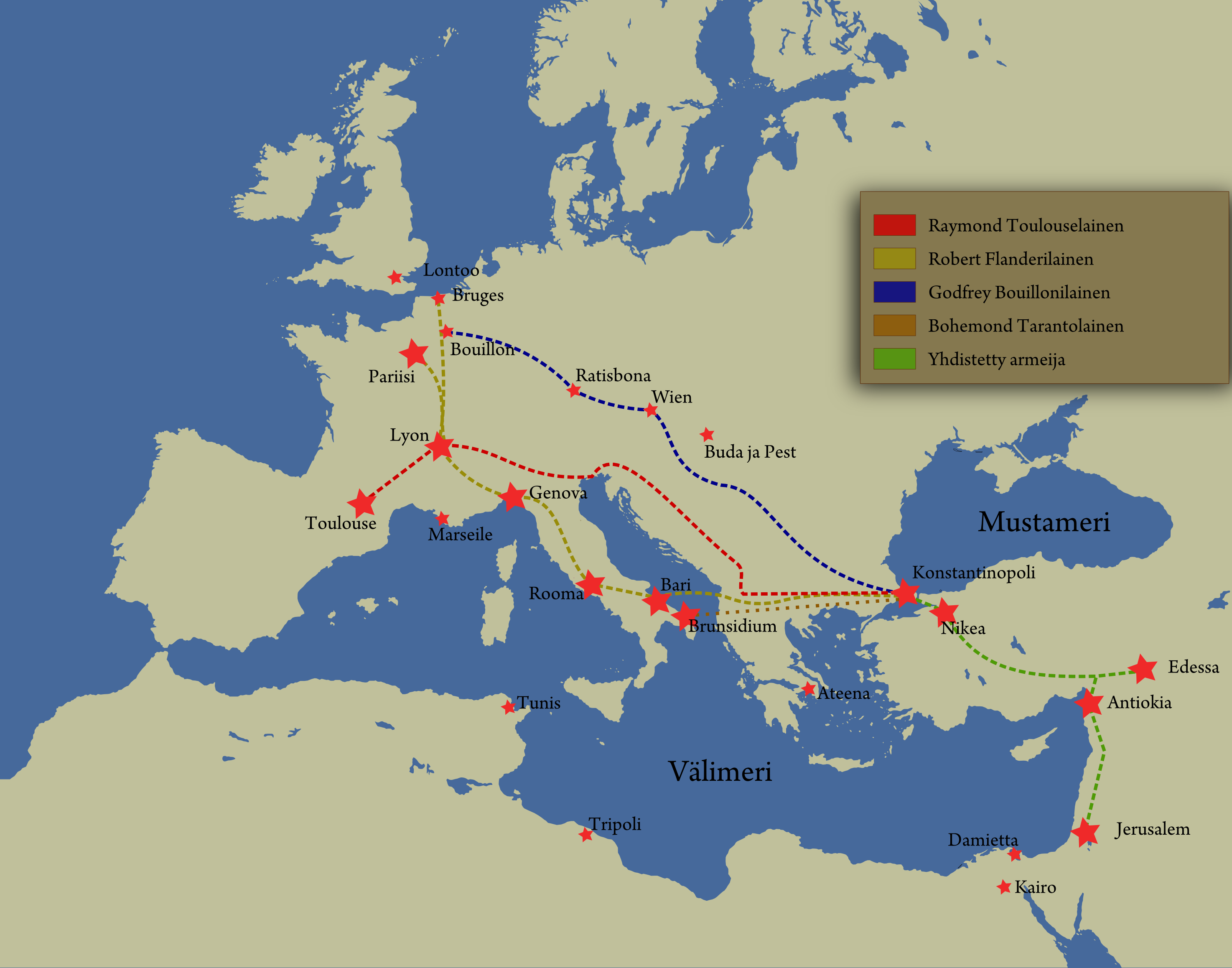
Žlutě je vyznačena trasa tažení Roberta II. Flanderského

Robert Flanderský považoval za svou povinnost udržovat v duchu rodinné tradice vztahy k východu, a proto na výzvu papeže Urbana II. přijal kříž a přidal se s nepříliš početným vojskem k první křížové výpravě. V jeho motivaci převažovaly náboženské důvody. Doprovázelo jej i vojsko z Brabantu vedené hrabětem Balduinem z Gentu.
| „                     | V říjnu se Robert, vůdce Normanů, syn Viléma, krále Angličanů, vydal na cestu poté, co shromáždil velkou armádu složenou z lidí z Normandie, Anglie a Bretaně; a s nimi šli jeho švagr Štěpán, vznešený hrabě z Blois a Robert hrabě Flanderský s mnoha jinými urozenými. | “ |
| — Fulcher ze Chartres | |   |

Spolu s vojsky Roberta Normandského a Štěpána z Blois přešel přes Alpy do Itálie, kde se setkal s papežem Urbanem II. Poté s ostatními pokračoval do jižní Itálie, kde byli přátelsky přijati apulským vévodou a Robertovým švagrem Rogerem Borsou. Zatímco Robert Normandský a Štěpán z Blois se svými vojsky přezimovali v Kalábrii, flanderský hrabě se v zimě přeplavil přes Jadran a pravděpodobně bez problému dorazil do Konstantinopole. O jeho cestě přes Balkán nemáme žádnou zprávu, protože kronikář Fulcher ze Chartres zůstal po rozdělení výpravy s Robertem Normandským. Po příjezdu do Konstantinopole složil lenní přísahu byzantskému císaři Alexiovi.
Spolu s dalšími vůdci první křížové výpravy, jejichž symbolem jednoty se staly látkové kříže přišité na oděvech, pokračoval Robert na cestě k Jeruzalému. První překážkou na cestě bylo město Nikaia, které křižáci v květnu 1097 oblehli. Samotné město bylo obsazeno relativně slabou tureckou posádkou, ale po zprávách o obležení města se turecký sultán Kilič Arslan I. vypravil proti obléhatelům. Dne 21. května 1097 zaútočil na křižáky, ale byl Robertem Flanderským spolu s Raimondem z Toulouse odražen. Nikaia se pak především vlivem byzantských diplomatických jednání vzdala v noci z 18. na 19. června veliteli byzantských oddílů Manuelu Butumitovi.

### Obléhání Antiochie

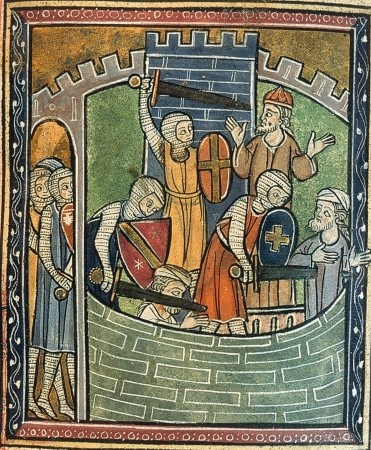
Dobývání Antiochie (středověká iluminace)

Během pokračování tažení se křižácké vojsko rozdělilo na dvě skupiny. Robert Flanderský byl spolu s Normany, Štěpánem z Blois a byzantským oddílem v první skupině, zatímco Raimond z Toulouse, Hugo z Vermandois a Godefroy z Bouillonu v druhé. V jednom údolí u Dorylaea na první skupinu zaútočilo ráno 1. července 1097 vojsko Kilič Arslana posílené o jednotky jeho vazala Hasana a také o danišmendské vojsko. Křižáci pod vedením Bohemunda rozbili obranný tábor. Hrozivě vypadající situace se změnila okolo poledne, po příchodu druhé skupiny vedené Raimondem z Toulouse. Křižákům se podařilo zformovat a přejít do protiútoku. Když se pak Adhemaru z Le Puy podařilo vpadnout tureckému vojsku do zad, dali se Turci v panice na útěk.
Při jedné z výprav pro potraviny byl Robert zaskočen tureckým útokem a před pohromou ho zachránila jen včasná pomoc Bohemunda z Tarentu. Křižáci, přestože zvítězili, ztratili tolik mužů, že poražené nepronásledovali. Vyplenili několik vesnic a vrátili se zpátky do tábora před Antiochií s mnohem menším množstvím jídla, než původně očekávali.
| „                     | ... když ona krajina antiochijská kolem dokola od množství našeho lidu úplně byla zpustošena, jak vyšší, tak nižší víc a více trápeni byli krutým hladem. Z hladu jedli stvoly bobí, ještě rostoucí na polích a všelijaké byliny, ani neosolené, též bodláky, které z nedostatku dříví nejsouce dosti uvařeny, píchaly je do jazyků, jak je jedli, a koně, osly a velbloudy, ba i psy a myši. Chudší jedli i kůže zvířecí a zrní z obroku v hovnech nalezené. | “ |
| — Fulcher ze Chartres | |   |

Nepřízeň počasí a nedostatek potravin vedly k tomu, že se v křižáckém vojsku rozmáhaly dezerce. Jedním z dezertérů byl i Petr Poustevník, kterého ale později dostihl Tankred a přivedl jej nazpět. Klesající morálku poněkud pozvedlo vítězství nad tureckým vojskem, které na pomoc Antiochii vyslal emír z Aleppa. Důležitější se však ukázaly posily z Itálie a také obléhací stroje s obsluhou, které jim poslal císař Alexios. Teprve poté měli dost sil na úplné obklíčení města. Bohemund z Tarentu navázal kontakt s některými členy obležené městské posádky, kteří byli ochotni v dohodnuté chvíli křižáky vpustit do města. Večer 2. června Bohemund seznámil se svým plánem na obsazení města Adhémara z Le Puy, Raimunda, Godefroye a Roberta Flanderského a v noci na 3. června 1098 byl plán uskutečněn. Celé město s výjimkou citadely padlo do rukou křižáků.
Křižáci se v dobyté Antiochii nestačili ani zotavit a sami se od 7. června stali obleženými, když město oblehla Körbughova armáda. Situaci ztěžovalo zejména to, že Antiochie byla po dlouhém obležení prakticky bez zásob a křižáci nebyli připraveni na dlouhé obléhání. Z tohoto důvodu mnozí křižáci dezertovali před tím, než bylo obležení dokončeno. Byli mezi nimi např. i Bohemundův švagr Vilém Grant-Mesnil a Vilém z Melunu, kteří se později připojili ke Štěpánovi z Blois a vydali se zpátky do Konstantinopole. Křižáci se pokusili s Körbughou vyjednávat, ale po krachu jednání přesvědčil snadno Bohemund ostatní velitele, aby se rozhodli pro bitvu.

### Bitva uAntiochie

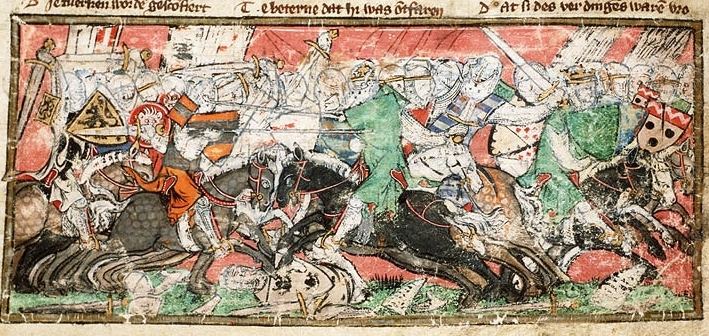
Bitva u Antiochie (Spieghel Historiael)

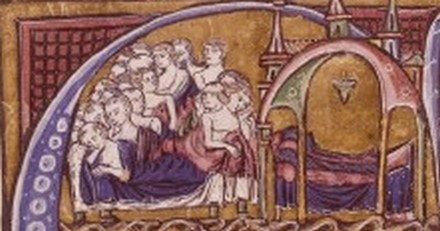
Epidemie v Antiochii (středověká iluminace)

Ráno v pondělí 28. června vyvedl vojsko do boje rozdělené do šestí oddílů. Prvnímu složenému z Francouzů a Vlámů veleli Hugo z Vermandois a Robert Flanderský, druhému tvořenému Lotrinčany Godefroy z Bouillonu, třetímu složenému z Normanů z Normandie velel Robert Normandský. Čtvrtý oddíl tvořili Provensálci a vedl je biskup Adhémar z Le Puy, protože Raimund z Toulouse byl nemocný. Pátý a šestý oddíl tvořili Normané z Itálie a veleli jim Bohemund a jeho synovec Tankred. Nemocný Raimund zůstal s asi 200 muži uvnitř města, aby zabránil nebezpečí nepřátelského výpadu z citadely.
Jedním z problémů, se kterým se křesťanské vojsko před bitvou potýkalo, byl nedostatek koní. V době příchodu k Antiochii bylo v křesťanském vojsku asi 1000 koní, což znamenalo, že čtyři z pěti rytířů museli bojovat opěšalí. Během obléhání klesl počet koní na pouhých 100–200. Většina rytířů, a mezi nimi i mnoho slavných a mocných mužů, tak muselo bojovat jako pěšáci, případně byli nuceni osedlat osly a muly. Dokonce i Robert II. Flanderský a Godefroy z Bouillonu byli přinuceni se před bitvou doprošovat o koně. Na muslimské straně navrhoval Körbughův velitel Wassab, aby zničili křesťanské vojsko po jednotlivých částech, ale Körbugha dal přednost tomu, aby je zlikvidoval najednou.
| „              | Tehdy takzvaný hrabě z Flander se obrátil na ostatní hrabata s žádostí, aby mu splnili jediné přání. Chtěl sám pouze s třemi druhy jako první vyjet na koni proti Turkům. Dostal k tomu souhlas. Když oba šiky stály v spořádaných oddílech proti sobě a schylovalo se k boji, sesedl flanderský hrabě z koně, třikrát padl k zemi, pomodlil se k Bohu a požádal ho o pomoc. Všichni zvolali: „Bůh je s námi!“ V tu chvíli hrabě z Flander povolil koni uzdu a vyrazil proti Kurpagovi, který stál na jednom z pahorků. Na koho z nepřátel narazili, každého srazili na zem. Tu se Turci, ještě než se rozpoutal boj, vyděšeně obrátili na útěk. Boží moc zřejmě stála na straně křesťanů. Většina barbarů, kteří chtěli na útěku přebrodit řeku, strhl říční proud a utopili se. | “ |
| — Anna Komnéna | |   |

Když se z počátku nevyvíjela bitva podle Körburghových představ, mnoho z emírů opustilo i se svými jednotkami turecké vojsko. Mezi prvními, kteří dezertovali, byl Dukak z Damašku, který už měl informace o fátimovské invazi do Palestiny. Aby získal čas k obnovení pořádku ve svých jednotkách, pokusil se Körburgha zastavit křižácké vojsko zapálením suché trávy, ale mase křižáků se podařilo oheň udusat. Körbugha se vrátil zpět do Mosulu s pouhým zbytkem své armády – jeho prestiž a moc byly zničeny. Po křižáckém vítězství kapitulovala i posádka citadely, jež se ale vzdala výhradně Bohemundovi, který snad už předem s jejími obránci uzavřel tajnou dohodu. Brzy po vítězství utrpěla výprava velkou ztrátu, když 1. srpna na následky epidemie zemřel biskup Adhémar z Le Puy. Po smrti Adhémara Robert spolu s ostatními vůdci výpravy adresovali dopis papeži Urbanovi II., ve kterém jej informovali o dosavadních úspěších a vyzvali jej, aby se sám osobně ujal vedení výpravy. Následující měsíce strávili křižáci spory o vládu nad Antiochií.
V prosinci nabídl Raimond ostatním vůdcům výpravy úplatek za uznání jeho vedoucí role na cestě k Jeruzalému. Godefroyovi a Robertovi Normandskému nabídl každému 10 000 solidů, Robertovi Flanderskému 6000 solidů, Tankredovi 5000 solidů a menší sumy pak i méně významným vůdcům. Jeho nabídka však byla odmítnuta. Pokračující spory mezi Bohemundem a Raimondem o vládu nad Antiochií znechucovaly mnohé křižáky, kteří chtěli pokračovat dále k Jeruzalému. Když pak v prosinci bylo dobyto město Ma'arat an-Numán, prostí křižáci a poutníci zničili hradby dobytého města, aby jej znehodnotili a zabránili sporům o něj. V této situaci se Raimond rozhodl, že už nebude déle ztrácet čas a 13. ledna 1099 se vydal na cestu k Jeruzalému. Připojili se k němu i Robert Normandský s Tankredem, který zde měl nepochybně zastupovat Bohemundovy zájmy. Godefroi s Robertem Flanderským se drželi zpátky, protože jen neradi uznávali Raimondovu vedoucí úlohu.
Na cestě k Jeruzalému nenaráželo křižácké vojsko na vážnější překážky. Většina drobných arabských emírů poskytovala křižákům za příslib dobrých vztahů dostatek zásob. Během tažení se křižákům podařilo lstí získat město Tortosa. Zpráva o tomto úspěchu podnítila i pochod zbývajících vojsk na jih. Spolu s Godefroiem a Robertem Flanderským vytáhl z Antiochie i Bohemund, který se ale brzy vrátil zpět poté, co si uvědomil, že by bylo příliš riskantní nechat Antiochii vystavenou možnosti byzantského útoku. Godefroi i s Robertem na konci března dostihli předsunutou výpravu a připojili se k ní.

### Dobytí Jeruzaléma

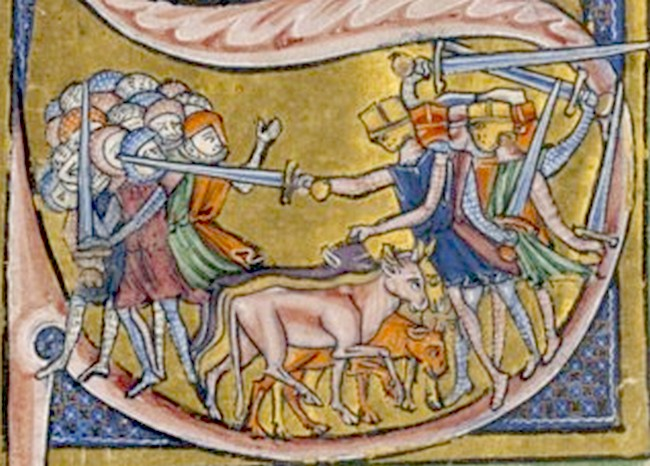
Bitva u Askalonu (středověká iluminace)

Po cestě z Antiochie už na křižáky nečekala žádná vážnější překážka a 7. června 1099 stanuli konečně před Jeruzalémem. Zde se opět potýkali s nedostatkem potravin i vody, protože ještě před jejich příchodem nechal egyptský jeruzalémský místodržící zasypat a otrávit studny a odehnat z okolí veškerý dobytek.
| „                   | Za tohoto obležení jsme trpěli takovou žízní, že jsme sešívali hovězí kůže a přinášeli v nich vodu ze vzdálenosti šesti mil. Voda, kterou jsme dostávali v takových nádobách, zapáchala, a stejně jako tato hnijící voda byl pro nás každodenním důvodem k nespokojenosti a trápení ječný chléb. | “ |
| — anonymní kronikář | |   |

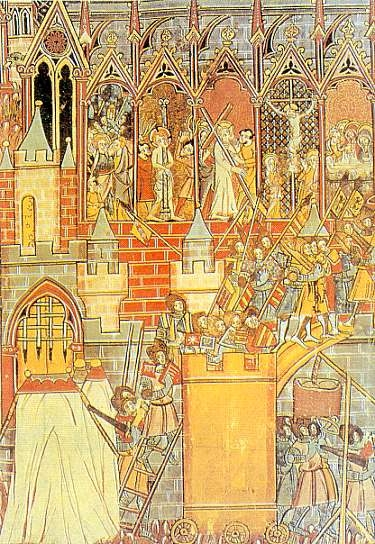
Křižáci dobývají Jeruzalém (středověká iluminace)

Opevněný Jeruzalém byl příliš rozsáhlý na to, aby ho křesťané byli schopní celý oblehnout. Přesto se křesťanská vojska volně rozložila kolem města. Soustředila se především na místa, kde byl nejlepší přístup k hradbám. Robert Normandský zaujal místo na východním konci severní hradby proti Květinové bráně. Po jeho pravici, proti Bráně sloupů (dnes Damašská brána), zaujal pozici Robert Flanderský. Godefroi s pomocí Tankreda oblehl západní konec severní a severní konec západní hradby. Raimond zaujal pozici jižně od nich, ale poté, co zjistil, že je zde nevhodný terén pro přiblížení se k hradbě, přemístil se po dvou dnech k Hoře Sion. V dalších dnech se křižácká vojska několikrát bez úspěchu pokusila o ztečení hradeb.
Situace se zlepšila, když na pomoc dorazili janovští a angličtí námořníci zablokovaní egyptským loďstvem v Jaffě. Význam jejich pomoci nespočíval v množství bojovníků, ale především v přítomnosti tesařů a řemeslníků, kteří pomohli při stavbě obléhacích strojů. Obléhatelé se však stále potýkali s nedostatkem dřeva, a proto se pro něj Robert s Tankredem vydali dokonce až do Samaří. Přitom získali mnoho zajatců, které využili pro dopravu dřeva k Jeruzalému. Po získání dostatečného množství materiálu mohla konečně začít výroba většího množství žebříků, zatímco Raimond a Godefroi stavěli velké dřevěné obléhací věže. Obě velké věže i jedna menší byly dokončeny 10. července. Útok začal v noci z 13. na 14. července a pokračoval během celého následujícího dne.
| „                     | A tak na mnohé z obojí strany číhala smrt a stávali se rychle její obětí. Na té straně, kde se hrabě Raimond se svými lidmi pokoušel o ztečení hradeb, totiž na hoře Siónu, byl podniknut útok se stroji. Z jiné strany, kde stáli vévoda Godefroi a Robert, hrabě normandský, a Robert Flanderský, byl útok na zeď ještě silnější. | “ |
| — Fulcher ze Chartres | |   |

Konečně v poledne 15. července se z Godefroiovy věže podařilo spustit na hradby most, po kterém se nejdříve dostali do města dva vlámští rytíři Letold a Gilbert z Tournai následováni Godefroiem a dalšími lotrinskými rytíři. Když se podařilo otevřít Bránu sloupů, bylo o osudu Jeruzaléma rozhodnuto. Brzy po prolomení obrany rezignovali i obránci hory Sion, kteří se po dohodě s Raimondem a po zaplacení výkupného za své životy stáhli do Askalonu. Byli tak pravděpodobně jedinými muslimy, kteří dobytí Jeruzaléma přežili. Přestože dobytí Jeruzaléma znamenalo pozoruhodný úspěch křižáckého vojska, samo o sobě stále ještě nezajišťovalo úspěch výpravy. Z Egypta se totiž blížilo velké vojsko a bylo také zapotřebí dohodnout se na správě dobytého území. Ještě před svým návratem zpět do Evropy se Robert Flanderský spolu s ostatními zúčastnil 12. srpna 1099 bitvy u Askalonu, ve které křižáci porazili vojsko fátimovského Egypta. V samotné bitvě byl spolu s Robertem Normanským a Tankredem součástí středové formace.
Po dobytém vítězství patřil Robert Flanderský spolu s Robertem Normandským k těm, kteří se nehodlali na nově získaných územích usadit a začal se chystat k návratu do Evropy. Spolu s nimi se údajně vracelo do Evropy 20 000 křižáků.
| „                     | Po těchto událostech líbilo se některým vrátiti se do vlasti svého národa. I spěchajíce, aby se umyli v řece Jordánu a u Jericha v zahradě Abrahámově nasekali si ratolestí palmových, Robert hrabě Normanský a Robert hrabě Flanderský, po lodích vydali se do Cařihradu a odtud cestovali domů do Francie. | “ |
| — Fulcher ze Chartres | |   |

Při tažení domů do Evropy se oběma Robertům podařilo (spolu s Raimondem z Toulouse) zbavit byzantskou Latakii normanského obležení a vděčný byzantský místodržící na Kypru je oba dopravil na lodích do Konstantinopole, odkud pokračovali do Evropy.

### Zpátky vEvropě

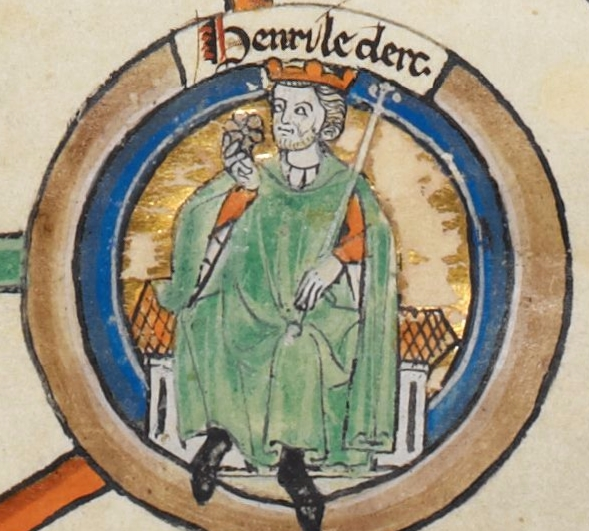
Anglický král Jindřich Beauclerc (středověká iluminace)

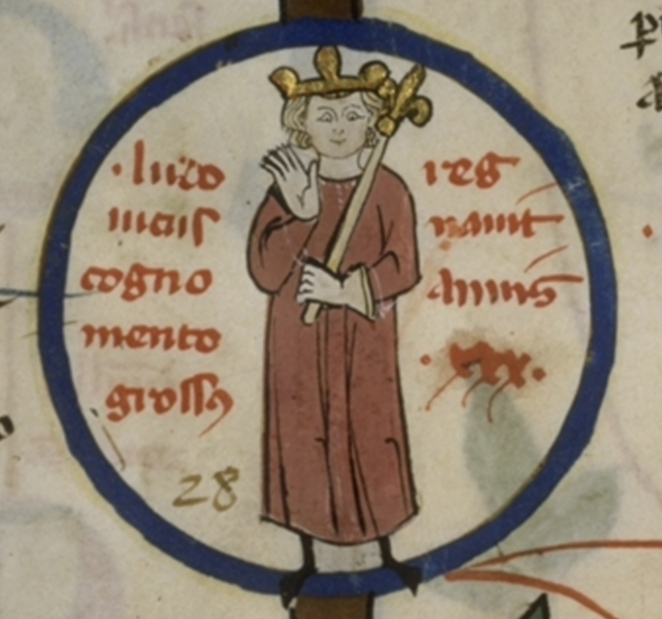
Ludvík VI. Francouzský (středověká iluminace)

Po více než třech letech na křížové výpravě se Robert vrátil na jaře roku 1100 zpět do Flander. Po návratu nechal postavit klášter svatého Ondřeje v Betferkerke v blízkosti Brugg. Domů si také přivezl cennou relikvii, rámě sv. Jiří, dar císaře Alexia. Brzy poté v roce 1101 uzavřel dohodu s anglickým králem Jindřichem. Ten v obavě před invazí ze strany svého staršího bratra normandského vévody Roberta uzavřel v Doveru s Robertem II. Flanderským alianci, která se podobala smlouvám či paktům uzavíraným v jižní Francii. Robert se ve smlouvě zavazoval pomáhat Jindřichovi při obraně anglického království proti všem lidem, i kdyby ho to mělo stát život s výjimkou porušení své věrnosti francouzskému králi. Pokud by král Filip chtěl napadnout Anglii, měl se Robert snažit odvrátit jej od úmyslu prosbami, ne úplatky, a pokud by král ve svém úmyslu i přesto vytrval, měl jej Robert provázet jen s tak malým vojskem, aby nemohl být obviněn z porušení lenní povinnosti. Jindřich měl na povolávací výzvu ve lhůtě čtyřiceti dní získat od Roberta 1000 jezdců či rytířů a Robert byl povinen je doprovázet, pokud by mu v tom nebránila těžká nemoc či povinnost vůči francouzskému králi nebo německému císaři. Pokud by byla napadena Normandie, měl Robert poskytnout stejně velkou pomoc a pokud by se jednalo o napadení ze strany francouzského krále, mohl jej Robert provázet s pouhými dvaceti jezdci a zbylých 980 mělo vytrvat ve službách Anglie. Pokud by bylo napadeno hrabství Maine, měl Jindřich zaručenu flanderskou pomoc pouze jedenkrát ročně s pouhými 500 rytíři. Na oplátku se Jindřich ve smlouvě zavazoval ochránit Robertův život, tělo, osvobodit jej v případě zajetí a každoročně mu vyplácet 500 liber.
Brzy poté se znovu rozhořely Robertovy spory s císařem. Už před jeho odchodem do Svaté země německý císař Jindřich IV. vznesl nárok na hrabství Aalst, čtyři další kraje a Zeelandské ostrovy. V zimě 1102 Robert obléhal Cambrai, dokud císař město z obležení nevyprostil. Po prvních úspěších se ale Jindřich IV. z důvodu nastupující zimy stáhl do Lotrinska. Robert však v obavách z toho, že na jaře příštího roku by mohlo být v pokračujících bojích celé hrabství zničeno, hledal cestu k dohodě. Na konci roku 1103 byl v Lutychu uzavřen mír a Robert složil císaři lenní přísahu. V témže čase byl ukončen i jeho spor s Balduinem Henegavským o město Douai, které zůstalo v držení flanderského hraběte. V uzavřené smlouvě se Robert zavázal, že odškodní Balduina částkou odpovídající hodnotě území. Není známo, zda svůj slib splnil.
V dalších letech přešel hrabě Robert z anglické strany na stranu nového francouzského krále Ludvíka VI., kterému v roce 1109 poskytl kontingent 4000 rytířů, jenž se společně s vojáky z Blois, Nevers a Burgundska zúčastnil plenění na území hraběte z Meulan a poté střetu s Angličany u Planches. U Gisorsu byly anglické šiky poraženy a Meulan byl dobyt koncem roku.
Flanderský hrabě zemřel v říjnu roku 1111, když u Meaux bojoval na straně francouzského krále proti Theobaldu z Blois. Společně s dalšími rytíři se mu stalo osudným zřícení padacího mostu, který se propadl pod tíhou obrněnců. Robert spadl z koně a byl pod troskami ušlapán k smrti. Dne 6. října 1111 byl pohřben v opatském kostele sv. Vaasta v Arrasu. Novým flanderským hrabětem se stal jeho syn Balduin VII.

## Hodnocení vlády

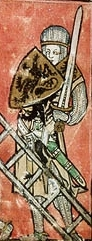
Robert Flanderský (Spieghel Historiael)

Po svém návratu z křížové výpravy byl Robert Flanderský v očích Francouzů ověnčen aureolou velkého hrdiny a jeho prestiž velmi vzrostla. Z ostatních křižáckých vůdců totiž Raimond z Toulouse zůstal ve Svaté zemi, Štěpán z Blois a Hugo z Vermandois byli v nemilosti z důvodu svého předčasného návratu z křížové výpravy od Antiochie a Robert Normandský, bez ohledu na svou statečnost, nepůsobil příliš dobrým dojmem. Svými současníky byl nazván „Robertem Jeruzalémským“, jeho skutky byly zaznamenány v „Chanson d'Antioche“ a jeho zbožná statečnost zcela vymazala vzpomínky na otcovo násilné uchvácení Flander. Podle Rudolfa z Caen se Robert v celém svém životě snažil mnohem více předvést jako rytíř a toužil být obdivován především pro své ovládání meče a kopí, než být oceňován jako velitel.

## Odraz vumění a literatuře
Osobnost Roberta Flanderského jako jednoho z vůdců první křížové výpravy je vykreslena ve všech soudobých kronikách. Setkáváme se s ním v dílech kronikářů jako byli Fulcher ze Chartres, Albert z Cách, Robert Mnich, Raimond z Aguilers, Guibert z Nogentu aj. V pozdějších letech pak např. v kronice Viléma z Tyru. Robert je také jednou z postav epické básně Osvobozený Jeruzalém Torquata Tassa. Společně s Robertem Normandským byl zachycen jako bojovník se Saracény na nedochovaných vitrážích v bazilice Saint-Denis.
Stal se také jedním z hrdinů čtyřdílného historického románu polské spisovatelky Zofie Kossak-Szczucké Křižáci. V jeho závěru autorka složila Robertovi hold, kterého se od ní nedočkal žádný z ostatních vůdců první křížové výpravy.
| „                       | Jediný, kdo se z pozůstalých baronů nezměnil, byl Robert Flanderský. Jeho šlechetná, dokonale vyrovnaná povaha, tak nedostatečně zdůrazněná v románu, mu dovolila přežít tragická léta výpravy bez narušení. Po návratu do Flander zvěčnil svou vládu tím, že dal lidu nové liberální zákony. | “ |
| — Zofia Kossak-Szczucka | |   |

Postava Roberta Flanderského se epizodně objevila i v italsko-německé televizní minisérii „Crociati“ režiséra Dominique Othenin-Girarda.